# Ɉ
Das Ɉ (Minuskel: ɉ) ist ein Buchstabe des lateinischen Alphabets. Es handelt sich um ein J, welches mit einem Querstrichakzent diakritisiert wurde.

## Verwendung
Er wird in der Sprache der Arhuaco verwendet, um einen Laut darzustellen, der dem j im englischen "just" ähnelt.